# Mijaíl Milorádovich
Mijaíl Andréyevich Milorádovich (en ruso: Михаи́л Андре́евич Милора́дович; San Petersburgo, Rusia, 12 de octubre de 1771 - ib, 27 de diciembre de 1825) fue un general de infantería ruso aunque de origen serbio, distinguido por su participación en las guerras napoleónicas.

## Biografía
Mijaíl Milorádovich nació el 12 de octubre de 1771 (1 de octubre en el calendario juliano) en la ciudad de San Petersburgo, hijo de una familia noble de origen serbio, los Milorádovic-Rabrenóvic. Entró en el servicio militar en la víspera de la guerra ruso-sueca de 1788 y su carrera avanzó rápidamente durante el reinado de Pablo I. Sirvió bajo las órdenes de Aleksandr Suvórov durante las campañas italianas y suizas de 1799 durante la Segunda Coalición, donde se distinguió como Comandante.
También combatió en la guerra ruso-turca de 1787 y luchó contra los insurgentes polacos en el Levantamiento de Kościuszko de 1794 antes de alcanzar el rango de teniente general en 1805. Ese mismo año sirve bajo el mando de Mijaíl Kutúzov en Austria, combatiendo en la batalla de Austerlitz.
Fuera de las Guerras Napoleónicas, Milorádovich luchó en Amstetten y ayudó en la captura de Bucarest. Durante la invasión de Napoleón a Rusia de 1812, Milorádovich participó en las batallas de Borodinó y Viazma, además de combatir en Europa central en las batallas de Leipzig y París. 
Milorádovich alcanzó el grado de general de la infantería en 1809 y el título de conde en 1813. Su reputación como un audaz comandante en el campo de batalla le otorgó apodos como el "Murat ruso" o "el Bayard de Rusia" y fue conocido por su gran rivalidad con el general Piotr Bagratión, razón por la que Milorádovich alardeaba de su suerte en el campo de batalla, asegurando que había luchado en más de cincuenta batallas y nunca había sido herido, ni tan siquiera arañado por el enemigo.
En 1813, dirigió la retaguardia de los aliados en la batalla de Bautzen. En la batalla de Kulm, comandó el ejército ruso y prusiano, llegando a controlar en 1814 todo el contingente aliado en los Países Bajos.
A partir de 1818, fue gobernador militar de San Petersburgo. Ese mismo año recibió numerosas condecoraciones, especialmente por ser el general de más alto rango activo. Cuando la noticia de la muerte de Alejandro I llegó a San Petersburgo, Milorádovich impidió que su heredero, el futuro zar Nicolás I, accediera al trono. A partir del 9 de diciembre al 25 de diciembre de 1825, Milorádovich ejerce de autoridad de facto estatal, pero al final reconoció a Nicolás como soberano después de solucionar la crisis de sucesión de los Románov. 
El 14 de diciembre de 1825, pese a contar con pruebas suficientes para impedir la Revuelta decembrista, Milorádovich decide no tomar ninguna acción hasta que los rebeldes tomaron de la Plaza del Senado el 26 de diciembre. Ese mismo día, entró en las filas de las tropas rebeldes y trató de apaciguarlos, pero fue apuñalado con una bayoneta por Evgueni Obolenski y fatalmente herido de un disparo en la espalda efectuado por Piotr Kajovski.